# جان رابرتسون (نظامی)
جان رابرتسون (انگلیسی: John Reid; ۱۳ فوریهٔ ۱۷۲۱ – ۶ فوریهٔ ۱۸۰۷) نظامی و آهنگساز اهل پادشاهی متحد بریتانیای کبیر و ایرلند بود.